# Terque (kommunhuvudort)
Terque är en kommunhuvudort i Spanien.   Den ligger i provinsen Provincia de Almería och regionen Andalusien, i den södra delen av landet, 400 km söder om huvudstaden Madrid. Terque ligger 293 meter över havet och antalet invånare är 447.
Terrängen runt Terque är huvudsakligen kuperad, men västerut är den bergig. Terque ligger nere i en dal. Runt Terque är det ganska tätbefolkat, med 83 invånare per kvadratkilometer. Närmaste större samhälle är Vícar, 17,4 km söder om Terque. Omgivningarna runt Terque är i huvudsak ett öppet busklandskap.